# Urs Bucher
Urs Bucher (ur. 25 kwietnia 1954 w Lucernie) – szwajcarski niepełnosprawny curler, mistrz świata z 2002.
Bucher jest jednym z pionierów curlingu na wózkach, zaczął uprawiać tę dyscyplinę już w 2000. Od 2002 organizowane są mistrzostwa Szwajcarii - wyłaniają one reprezentację na mistrzostwa świata. Był kapitanem szwajcarskiego zespołu na pierwszych mistrzostwach świata w curlingu na wózkach, które rozegrano w 2002. W fazie grupowej ekipa Buchera uplasowała się na 3. miejscu z bilansem pięciu wygranych i trzech przegranych meczów. W półfinale Szwajcarzy byli lepsi 6:3 od Szwedów (Jalle Jungnell), zdobyli złote medale pokonując 7:6 w spotkaniu finałowym Kanadę (Chris Daw).
Zespoły dowodzone przez Buchera triumfowały w krajowych rozgrywkach latach 2003, 2004 i 2005. W MŚ 2004 Szwajcarzy byli blisko obrony tytułów mistrzowskich z 2002 (w 2003 turnieju nie zorganizowano). W półfinale zwyciężyli 8:1 nad Anglią (Ian Wakenshaw), w finale ulegli jednak 3:6 Szkotom (Frank Duffy). Rok później również dotarli do fazy play-off, w półfinale nie zdołali pokonać szkockiej ekipy Duffy'ego. W turnieju rozgrywanym w Glasgow uplasowali się na najniższym stopniu podium, w małym finale pokonali 10:0 Szwecję (Jalle Jungnell).
Zespół Ursa został wytypowany do uczestnictwa w Zimowych Igrzyskach Paraolimpijskich 2006. Były to pierwsze zmagania niepełnosprawnych curlerów. Bucher zagrał tylko w trzech pierwszych meczach. Szwajcarzy w Round Robin wygrali trzy mecze (w tymi z Wielką Brytanią i Szwecją - późniejszymi medalistami), przegrali natomiast cztery i zostali sklasyfikowani na 6. miejscu.

## Drużyna
|           | Czwarty/-a | Trzeci/-a        | Drugi/-a         | Otwierający/-a  |
| --------- | ---------- | ---------------- | ---------------- | --------------- |
| 2005/2006 | Urs Bucher | Manfred Bolliger | Cesare Cassani   | Madeleine Wildi |
| 2003/2005 | Urs Bucher | Manfred Bolliger | Cesare Cassani   | Therese Kämpfer |
| 2001/2003 | Urs Bucher | Cesare Cassani   | Manfred Bolliger | Therese Kämpfer |

## Życie prywatne
Urs Bucher mieszka w Ebikon, z zawodu jest architektem. Uprawia również golfa, w wolnym czasie jest muzykiem jazzowym.